# Fricativa sibilante alveolopalatal surda
A fricativa sibilante alveolopalatal surda é um fonema usado principalmente em línguas asiáticas e algumas eslavas, indígenas e alguns dialetos de línguas latinas como português.
O símbolo no Alfabeto Fonético Internacional que representa este som é ⟨ɕ⟩ ("c", mais a ondulação também encontrada em sua contraparte sonora ⟨ʑ⟩). É o equivalente sibilante da fricativa palatina surda e, como tal, pode ser transcrita no IPA com ⟨ç˖⟩.
Na Received Pronunciation britânica, /j/ depois da sílaba inicial /p, t, k/ (como em Tuesday) é percebida como uma fricativa palatal des-sonorizada. A quantidade de des-sonorização é variável, mas a variante totalmente sem voz tende a ser alvéolo-palatal [ɕ] na sequência / tj /: Sobre este som [ˈt̺ʲɕuːzdeɪ]. É uma fricativa, e não um elemento fricativo de uma africada porque a plosiva anterior permanece alveolar, em vez de se tornar alvéolo-palatal, como em holandês.
A affricate correspondente pode ser escrita com ⟨t̠ʲ͡ɕ⟩ ou ⟨c̟͡ɕ⟩ no IPA estreito, embora ⟨tɕ⟩ seja normalmente usado em ambos os casos. No caso do inglês, a sequência pode ser especificada como ⟨t̺ɕ⟩ já que / t / é normalmente apical (embora um tanto palatalizada nessa sequência), enquanto as consoantes alvéolo-palatais são laminais por definição.
Um número crescente de falantes britânicos mescla essa sequência com o affricate palato-alveolar sem voz /tʃ/: [ˈtʃuːzdeɪ] (ver yod-coalescence), espelhando cockney, inglês australiano e inglês da Nova Zelândia. Por outro lado, há uma tendência oposta nos sotaques canadenses que preservaram /tj/, onde a sequência tende a se fundir com o / t / simples: Sobre este som [ˈt̺ʰuːzdeɪ] (ver yod-drop), espelhando o General American que não permite que /j/ siga consoantes alveolares em sílabas tônicas.

## Características

### Características da fricativa alvéolo-palatina surda
- Seu local de articulação é alvéolo-palatal. Isso significa que:

1. Seu local de articulação é pós-alveolar, o que significa que a língua entra em contato com o céu da boca na área atrás da crista alveolar (a linha gengival).
2. A forma da língua é laminal, o que significa que é a lâmina da língua que entra em contato com o céu da boca.
3. É fortemente palatalizado, o que significa que o meio da língua está curvado e levantado em direção ao palato duro.

- Sua forma de articulação é fricativa sibilante, o que significa que geralmente é produzida canalizando o fluxo de ar ao longo de uma ranhura na parte posterior da língua até o local de articulação, ponto em que é focado contra a borda afiada dos dentes quase cerrados, causando turbulência de alta frequência.
- Sua fonação é surda, o que significa que é produzida sem vibrações das cordas vocais. Em alguns idiomas, as cordas vocais estão ativamente separadas, por isso é sempre sem voz; em outras, as cordas são frouxas, de modo que pode assumir a abertura de sons adjacentes.
- É uma consoante oral, o que significa que o ar só pode escapar pela boca.
- É uma consoante central, o que significa que é produzida direcionando o fluxo de ar ao longo do centro da língua, em vez de para os lados.
- O mecanismo da corrente de ar é pulmonar, o que significa que é articulado empurrando o ar apenas com os pulmões e o diafragma, como na maioria dos sons.

## Ocorrência
| Língua        | Língua                             | Palavra                | AFI                    | Significado | Notas |
| ------------- | ---------------------------------- | ---------------------- | ---------------------- | ----------- | --- |
| Adigue        | Adigue                             | щы                     | [ɕə]ⓘ                  | Três        | |
| Assamês       | Assamês                            | ব্ৰিটিছ                   | [bɹitiɕ]               | Britânico   | |
| Catalão       | Oriental                           | caixa                  | [ˈkäɕə]                | Caixa       | |
| Catalão       | Majorcano                          | caixa                  | [ˈkaɕə]                | Caixa       | |
| Chinês        | Alguns dialetos hokkien            | 心 sim                 | [ɕím]                  | Coração     | Alofone de /s/ antes de /i/. |
| Chinês        | Mandarim                           | 西安 / Xī'ān           | [ɕí.án]ⓘ               | Xi'an       | Contrasta com /ʂ/ e/s/. |
| Tchuvache     | Tchuvache                          | çиçĕм                  | [ˈɕiɕ̬əm]               | Relâmpago   | Contrasta com /ʂ/ e/s/. |
| Dinamarquês   | Dinamarquês                        | sjæl                   | [ˈɕeːˀl]               | Alma        | |
| Holandês      | Alguns falantes                    | sjabloon               | [ɕäˈbloːn]             | Modelo      | Pode ser [ʃ] ou [sʲ] no lugar. |
| Inglês        | Inglês de Cardiff                  | human                  | [ˈɕumːən]              | Humano      | Realização fonética de /hj/. Mais frontal e mais fortemente friccionado do que RP [ç]. Variedades amplas derrubam o /h/: [ˈjumːən]. |
| Inglês        | Received Pronunciation conservador | tuesday                | [ˈt̺ʲɕuːzdeɪ]           | Terça-feira | O alofone de /j/ após a inicial da sílaba /t/ (que é alveolar nesta sequência), pode ser apenas parcialmente dessonorizado. /tj/ é frequentemente entendido como uma africada[tʃ] em inglês britânico. Mudo no americano geral: [ˈt̺ʰuːzdeɪ]ⓘ. Tipicamente transcrito como [j] no AFI. |
| Inglês        | Alguns falantes canadenses         | tuesday                | [ˈt̺ʲɕuːzdeɪ]           | Terça-feira | O alofone de /j/ após a inicial da sílaba /t/ (que é alveolar nesta sequência), pode ser apenas parcialmente dessonorizado. /tj/ é frequentemente entendido como uma africada[tʃ] em inglês britânico. Mudo no americano geral: [ˈt̺ʰuːzdeɪ]ⓘ. Tipicamente transcrito como [j] no AFI. |
| Inglês        | Ganês                              | ship                   | [ɕip]                  | Barco       | Educated speakers may use [ʃ], to which this phone corresponds in other dialects. |
| Guaraní       | Paraguai                           | che                    | [ɕɛ]                   | Eu          | |
| Japonês       | Japonês                            | 塩 / shio              | [ɕi.o]                 | Sal         | |
| Cabardiano    | Cabardiano                         | щэ                     | [ɕa]ⓘ                  | Cem         | |
| Coreano       | Coreano                            | 시 / si                | [ɕi]                   | Poema       | |
| Baixo sorábio | Baixo sorábio                      | pśijaśel               | [ˈpɕijäɕɛl]            | Amigo       | |
| Luxemburguês  | Luxemburguês                       | liicht                 | [liːɕt]                | Luz         | Alofone de / χ / após vogais anteriores fonologicamente; alguns alto-falantes combinam com [ʃ]. |
| Norueguês     | Oriente urbano                     | kjekk                  | [ɕe̞kː]                 | Bonito      | Normalmente transcrito no IPA com [ç]; menos frequentemente realizado como palatal [ç]. Palestrantes mais jovens em Bergen, Stavanger e Oslo fundem com [ʂ]. |
| Pachto        | Dialeto wazirwola                  | لښکي                   | [ˈləɕki]               | Pouco       | |
| Polonês       | Polonês                            | śruba                  | [ˈɕrubä]ⓘ              | Ferrar      | Contrasts with /ʂ/ and /s/. |
| Português     | Português                          | mexendo                | [meˈɕẽd̪u]              | Mexendo     | No Brasil, em Portugal normalmente é [ʃ]. |
| Romeno        | Dialetos da Transilvânia           | ce                     | [ɕɛ]                   | O que       | Realizado como [tʃ] no romeno padrão. |
| Russo         | Russo                              | счастье                | [ˈɕːæsʲtʲjə]ⓘ          | Felicidade  | Também representado com ⟨щ⟩. Contrasta com /ʂ/, /s/, e /sʲ/. |
| Sema          | Sema                               | ashi                   | [à̠ɕì]                  | Carne       | Possible allophone of /ʃ/ before /i, e/. |
| Servo-croata  | Croata                             | miš će                 | [mîɕ t͡ɕe̞]              | O rato vai  | Alofone de /ʃ/ antes de /t͡ɕ, d͡ʑ/. |
| Servo-croata  | Alguns falantes montenegrinos      | с́утра / śutra          | [ɕût̪ra̠]                | Amanhã      | Fonemicamente /sj/ ou, em outros casos, /s/. |
| Sueco         | Finlândia                          | sjok                   | [ɕuːk]                 | Pedaço      | Alofone de /ɧ/. |
| Sueco         | Suécia                             | kjol                   | [ɕuːl]ⓘ                | Saia        | |
| Tibetano      | Lassa                              | བཞི་                    | [ɕi˨˧]                 | Quatro      | Contrasta com /ʂ/. |
| Tártaro       | Tártaro                            | өчпочмак               | [ˌøɕpoɕˈmɑq]           | Triângulo   | |
| Usbeque       | Usbeque                            | [ exemplo necessário ] | [ exemplo necessário ] |             | |
| Xumi          | Inferior                           | [RPd͡ʑi ɕɐ]             | [RPd͡ʑi ɕɐ]             | Cem         | |
| Xumi          | Superior                           | [RPd͡ʑi ɕɜ]             | [RPd͡ʑi ɕɜ]             | Cem         | |
| Yámana        | Yámana                             | Šúša                   | [ɕúɕa]                 | Pinguim     | |
| Yi            | Yi                                 | ꑟ/xi                  | [ɕi˧]                  | Fio         | |
| Zhuang        | Zhuang                             | cib                    | [ɕǐp]                  | Dez         | |